# پلی‌استیشن همراه
پِلی‌استیشن همراه یا با نام مختصر پی‌اس‌پی (به انگلیسی: PlayStation Portable به اختصار: PSP) یک کنسول بازی دستی که توسط سونی کامپیوتر انترتینمنت ساخته و عرضه شده‌است. نخستین بار خبر ساخت این کنسول بازی دستی در نمایشگاه رسانه و تجارت ای۳ سال ۲۰۰۳ آشکار شد، و سپس در تاریخ ۱۱ مه ۲۰۰۴، در طی کنفرانس مطبوعاتی سونی پیش از ای۳ ۲۰۰۴ رونمایی شد. پلی‌استیشن همراه در تاریخ ۱۲ دسامبر ۲۰۰۴ در ژاپن، ۲۴ مارس ۲۰۰۵ در آمریکای شمالی، و ۱ سپتامبر ۲۰۰۵ در اروپا عرضه شد. این کنسول در نسل هفتم کنسول‌های بازی‌های ویدئویی با نینتندو دی‌اس به رقابت می‌پرداخت.
از ویژگی‌های پلی‌استیشن همراه می‌توان به دارا بودن یک صفحهٔ نمایش بزرگ و گرافیک بالا، سهولت و آسانی در حمل کردن به دلیل وزن بسیار پایین و سبک این کنسول، بسیار مقاوم و طول عمر بسیار زیاد، قابل ارتقاء سیستم‌عامل ویژه خود با نام ثابت‌افزار تا ۶٫۰٫۶ در سری‌های پی‌اس‌پی گو و پی‌اس‌پی ۳۰۰۰ استفاده آسان و راحت از دیسک یوام‌دی، برخورداری از یک ورودی مخصوص و مجزا برای قرار دادن کارت حافظه، قابلیت اتصال به پلی‌استیشن ۴ در سری پلی‌استیشن ویتا، پلی‌استیشن ۳ در نسخه ۳۰۰۰ و پی‌اس‌پی گو پلی‌استیشن ۲ در نسخه‌های قبلی و قدیمی‌تر در صورت داشتن اکانت رسمی در سایت پلی استیشن، امکان اتصال به شبکه اینترنت را دارد و می‌توان به خرید بازی‌های دلخواه یا اتصال به شبکه اسکایپ و دیگر شبکه‌های اجتماعی تحت قرارداد با شرکت سونی به راحتی استفاده کرد و حتی سیستم‌عامل آن را نیز به صورت رسمی آپدیت کرد.

## نسخه‌ها
- پی‌اس‌پی نسخه یک که در سال ۲۰۰۵ و ۲۰۰۴ پیش توسط سونی به بازار ارائه شد. به آن نسخه چاق هم می‌گویند.

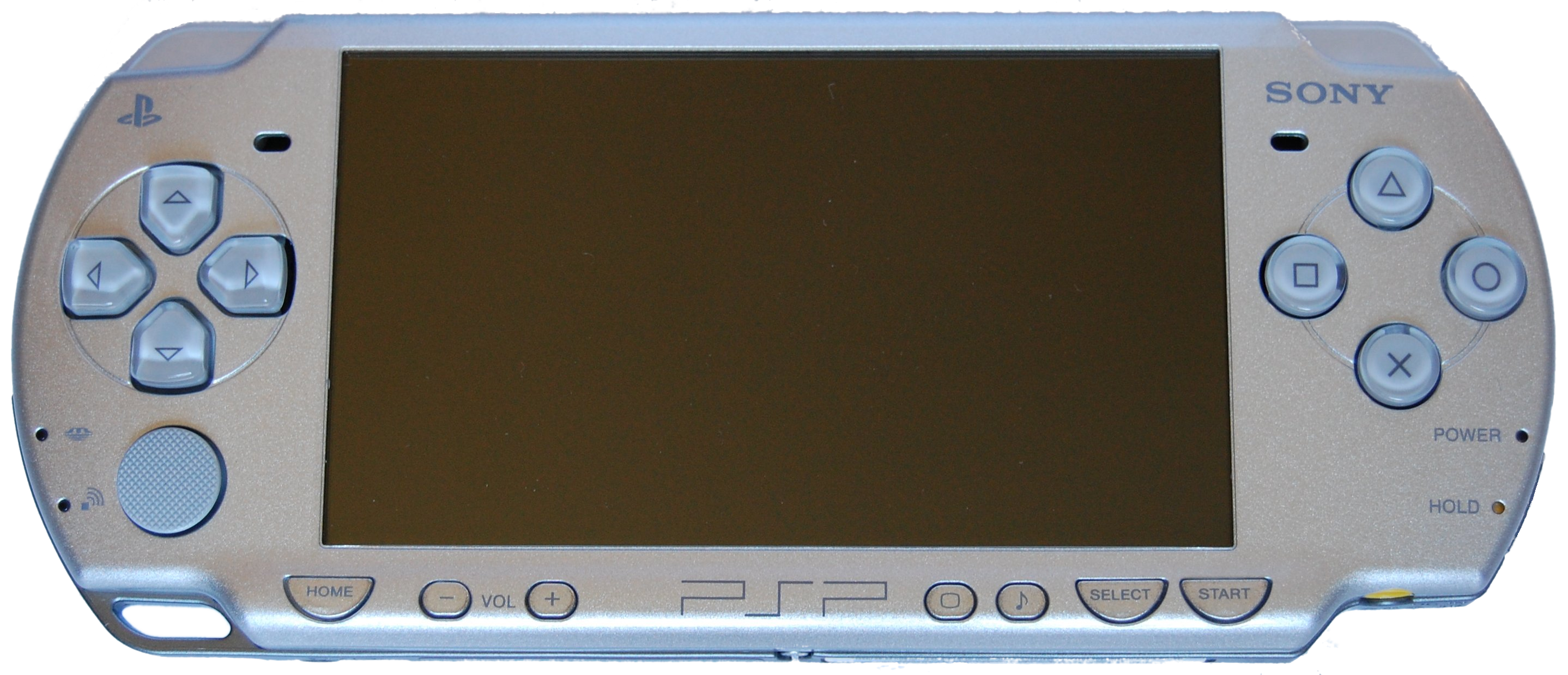
پی اس پیSlim and Lite

- پی‌اس‌پی نسخه دو (یا PSP Slim) که در کنفرانس ای۳ سال ۲۰۰۷ معرفی و ماه سپتامبر به بازار آمد. به آن نسخه باریک هم می‌گویند.
- پی‌اس‌پی-۳۰۰۰: در تاریخ ۲۰ اوت ۲۰۰۸ سری ۳۰۰۰ در کنفرانس مطبوعاتی در شهر لایپزیگ آلمان معرفی شد. در طراحی مجدد، پی‌اس‌پی ۳۳٪ سبکتر و ۱۹٪ باریک‌تر شده‌است. از دیگر مشخصات PSP ۳۰۰۰ می‌توان به بهبود کیفیت ال‌سی‌دی، میکروفون داخلی، خروجی ویدیوئی توسعه یافته اشاره کرد. نکته بارز پی‌اس‌پی۳۰۰۰ ال‌سی‌دی این کنسول است که در آن نسبت تباین افزایش یافته همچنین زمان پاسخگویی کمتر شده، تعداد رنگ‌ها افزایش یافته و از همه مهمتر فناوری ضد بازتاب به کار رفته در آن می‌باشد که باعث می‌شود که در نور خورشید نیز قابلیت دید مناسبی داشته باشد.
- پی‌اس‌پی گو (PSP Go): در ژوئیه سال ۲۰۰۹ در کنفرانسی مطرح شد، و در هفتهٔ دوم مهر ماه ۱۳۸۸ در آمریکا و اروپا به قیمت ۲۵۰ دلار عرضه شد.

## سخت‌افزار

### ظاهر
پی‌اس‌پی دارای ابعاد ۲٫۲×۷٫۳×۱۷ و وزن ۲۸۰ گرم می‌باشد. در بخش جلوئی کنسول یک عدد ال‌سی‌دی ۴٫۳ اینچی تعبیه شده‌است.
رزولوشن این ال‌سی‌دی ۴۸۰×۲۷۲ می‌باشد و دارای ۱۶٫۷۷ میلیون رنگ می‌باشد.
همچنین در جلو کنسول چهار کلید همیشگی پلی‌استیشن (, , , ) به همراه دسته آنالوگ و چندین کلید کاربردی دیگر می‌باشد.

### سی‌پی‌یو٫ گرافیک و رم
واحد پردازش مرکزی پی‌اس‌پی دارای قدرت پردازش ۵۰۰ مگا هرتز و ۳۲ بیتی می‌باشد. پی‌اس‌پی دارای واحد پردازش گرافیکی با قدرت ۱۶۶ مگا هرتز و ۲ مگابایت حافظه VRAM می‌باشد. پی‌اس‌پی همچنین دارای ۳۲ مگابایت رم و ۴ مگابایت رم تعبیه شده از نوع DRAM می‌باشد.

### باتری
پی‌اس‌پی دارای باتری ۱۸۰۰ میلی‌آمپر ساعت می‌باشد که قابلیت ۶–۴ ساعت در حال بازی ۵–۴ ساعت در حالت پخش ویدیوئی و ۱۱–۸ ساعت پخش صوتی می‌باشد.

### تجهیزات دیگر
- پورت یو اس بی مینی ۲
- پورت فرو سرخ
- درایو یو ام دی برای انتقال فیلم و بازی در قسمت پشت پی اس پی
- خواننده کارت حافظه در سمت چپ
- بلندگوهای استریو و خروجی هدفون
- کارت شبکه بی‌سیم تحت استاندارد IEEE 802.11b برای دسترسی به اینترنت.

## لوازم جانبی
لوازم جانبی رسمی کنسول شامل آداپتور برق، آداپتور اتومبیل، هدست، هدفون با ریموت کنترل، باتری با طول عمر ۲۲۰۰ میلی آمپر ساعت، شارژر باتری، کیف حمل، کیف دستی و پارچه تمیز کننده، و کیسه سیستم و بند مچ است. یک تیونر تلویزیونی محیطی 1seg (مدل PSP-S310)، که به‌طور خاص برای PSP-2000 طراحی شده‌است، در ۲۰ سپتامبر ۲۰۰۷ در ژاپن منتشر شد.
سونی یک لوازم جانبی GPS را برای PSP-2000 فروخت و برای نخستین بار در ژاپن منتشر شد و در سال ۲۰۰۸ برای ایالات متحده اعلام شد. این نقشه‌ها در یک UMD وجود دارد و راهنمایی‌های راهنمایی و رانندگی را برای شما ارائه می‌دهد.
پس از قطع PSP، شرکت الکترونیک چینی Lenkeng مبدل PSP-to-HDMI به نام LKV-8000 را منتشر کرد. دستگاه با PSP-2000، PSP-3000 و PSP Go سازگار است. برای رفع مشکل بازی‌های PSP در یک پنجره کوچک که در یک مرز سیاه احاطه شده‌است، LKV-8000 دارای دکمه زوم در اتصال است. چند شرکت چینی دیگر کلون‌های این فراز و نشر را با نام‌های مختلف مانند Pyle PSPHD42 منتشر کرده‌اند. [142] LKV-۸۰۰۰ و انواع آن در بین بازیکنان و داوران به عنوان تنها وسیله بازی و ضبط گیم پلی PSP بر روی صفحه نمایش بزرگ رایج شده‌است.

### مرورگر وب
مرورگر اینترنت پلی استیشن همراه نسخه ای از مرورگر NetFront است و از طریق بروزرسانی با سیستم همراه شده‌است. این مرورگر از رایج‌ترین فناوری‌های وب، مانند کوکی‌های HTTP، فرم‌ها، CSS و JavaScript اصلی پشتیبانی می‌کند. این مرورگر دارای صفحات محدود و دارای حداکثر سه زبانه است.

### ریموت پلی
Remote Play به پلی استیشن همراه اجازه می‌دهد تا با استفاده از قابلیت‌های WLAN PS3، یک شبکه خانگی یا اینترنت ، به بسیاری از ویژگی‌های کنسول پلی استیشن ۳ از یک مکان از راه دور دسترسی پیدا کند. با استفاده از Remote Play، کاربران می‌توانند عکس‌ها را مشاهده کنند، به موسیقی گوش دهند و فیلم‌های ذخیره شده در PS3 یا دستگاه‌های USB متصل را مشاهده کنند. Remote Play همچنین اجازه می‌دهد تا PS3 از راه دور روشن و خاموش شود و امکان پخش صوتی کنترل PSP را از PS3 به یک سیستم سینمای خانگی می‌دهد. اگرچه بیشتر قابلیت‌های PS3 با Remote Play قابل دسترسی است، اما امکان پخش دی وی دی، دیسک‌های Blu-ray، بازی‌های پلی استیشن، پلی استیشن ۲، اکثر بازی‌های PS3 و پرونده‌های محافظت شده از کپی در هارد دیسک پشتیبانی نمی‌شود.

## نرم‌افزار

### ورژن سیستم‌عامل
این کنسول دستی دارای سیستم‌عامل مخصوص به خود بوده که توسط شرکت سازنده آن یعنی سونی ساخته و پشتیبانی می‌شود. در اولین نسخه‌های آن (در سال ۲۰۰۴) این سیستم‌عامل دارای ورژن ۴ است

### رابط گرافیکی کاربر
رابط گرافیکی پی‌اس‌پی نوع پی‌اس‌پی، اکس‌ام‌بی (XMB) (این رابط در محصولات دیگر سونی مانند پلی‌استیشن ۳ و سری براویا نیز وجود دارد) می‌باشد. این رابط شامل منویی متشکل از هفت بخش می‌باشد، این هفت بخش عبارتند از تنظیمات، تصاویر، آهنگها، کلیپهای ویدئویی، بازی، شبکه، و شبکه پلی‌استیشن می‌باشد.
این رابط توانایی نمایش تصاویر و همچنین پخش آهنگها و کلیپهای موجود بر روی حافظه و ذخیره آراس‌اس را دارا می‌باشد. از دیگر قابلیت‌های این رابط می‌توان به قابلیت ارسال تصاویر به صورت بی‌سیم و قابلیت سفارشی سازی توسط کاربر اشاره کرد.

### مرورگر وب
مرورگر وب اینترنت پی‌اس‌پی از نوع مرورگر همراه بوده که به‌طور رایگان به همراه نسخه ۲٫۰ نرم‌افزار پی اس پی عرضه شده‌است. این مرورگر از اغلب فناوری‌های موجود در کاوشگرها پشتیبانی می‌کند. همچنین در ورژن ۲٫۷۰ نرم‌افزار پی‌اس‌پی، مرورگر از سیستم فایل فلش نیز پشتیبانی می‌کند.

### بازی از راه دور
بازی از راه دور این قابلیت را به پی‌اس‌پی می‌دهد که به بیشتر خصوصیات پلی‌استیشن ۳ از طریق بی‌سیم (wi-fi) دسترسی داشته باشد. از جمله این قابلیت‌ها می‌توان به نمایش تصاویر و پخش فایل‌های صوتی و تصویری موجود بر روی هارد پلی‌استیشن ۳ و همچنین کنترل از راه دور پلی‌استیشن ۳ اشاره کرد.

## مشخصات

### نسخه یک (۱۰۰۰)
- وزن:۲۸۰ گرم
- حافظه داخلی:۳۲ مگابایت
- نوع و عمر باتری:۱۸۰۰ میلی‌آمپر ساعت ۵ تا ۶ ساعت
- امکانات خاص:درگاه فروسرخ
- رنگ‌ها :سیاه، سفید و صورتی

### نسخه دو
- وزن:۱۸۹ گرم
- حافظه داخلی:۶۴ مگابایت
- سی پی یو CPU:MIPS R۴۰۰۰-based; clocked from 1 to 333 MHz
- نمایش عکس با فرمت‌های JPEG,BITMAP,PNG
- نمایش فیلم با فرمت‌های MPEG-4,AVC
- پخش موسیقی با فرمت‌های ATRAC, AAC, MP3, WMA
- نوع و عمر باتری:۲۲۰۰ میلی‌آمپر ساعت تا ۶ ساعت
- امکانات خاص:درگاه فروسرخ حذف شده، خروجی تلویزیون

## میزان فروش در مناطق مختلف جهان
| منطقه    | تعداد واحد فروش رفته              | شروع فروش      |
| -------- | --------------------------------- | -------------- |
| ژاپن     | ۱۹ میلیون تا تاریخ ۲۸ آوریل ۲۰۱۳  | ۱۲ دسامبر ۲۰۰۴ |
| آمریکا   | ۱۷ میلیون تا تاریخ ۱۴ مارس ۲۰۱۰   | ۲۴ مارس ۲۰۰۵   |
| اروپا    | ۱۲ میلیون تا تاریخ ۶ مه ۲۰۰۸      | ۱ سپتامبر ۲۰۰۵ |
| انگلستان | ۳٫۲ میلیون تا تاریخ سپتامبر ۲۰۰۸  | ۱ سپتامبر ۲۰۰۵ |
| مجموع    | ۷۶٬۳ میلیون تا تاریخ ۳۱ مارس ۲۰۱۲ |                |

## بازی‌های معروف
- LocoRoco
- KillZone
- WWE SmackDown vs. Raw ۲۰۰۸
- خدای جنگ: زنجیرهای المپ
- Crisis Core Final Fantasy VII
- patapon۱&۲
- کیش یک آدم‌کش: تبارها
- خدای جنگ: روح اسپارتا
- پی اس:۲۰۱۷
- جی‌تی‌ای: ماجراهای وایس سیتی
- جی‌تی‌ای: ماجراهای لیبرتی سیتی